# Valeri Domovchiyski
Valeri Domovchiyski - em búlgaro: Валери Домовчийски (Plovdiv, 23 de abril de 1986) é um futebolista búlgaro, que atua como atacante.
Domovchiyski começou a carreira no Maritsa Plovdiv, mas ficou apenas uma temporada, sendo contratado pelo Levski Sofia. Suas atuações pelos azuis chamaram a atenção do Hertha Berlim, que o contratou por empréstimo ainda em 2008. Foram apenas quatro partidas e um gol, mas foi suficiente para a equipe da capital alemã contratasse o jovem atacante em definitivo.

## Seleção
Domovchiyski teve uma rápida passagem pela equipe Sub-21 da Bulgária, sendo promovido à Seleção principal em 2007, onde está até hoje.

## Ligações Externas
- Perfil em LevskiSofia.info (em inglês)